# Grande munsterlander
A grande munsterlander[Nota] (em alemão:  Grosser münsterländer) é uma raça criada por razões estéticas já que antigamente o kennel club alemão estipulou como padrão a cor chocolate para os bracos de pêlo longo. Dessa decisão, criadores de Munster decidiram criar seu próprio clube, no qual poderiam desenvolver animais na tonalidade preta invés da chocolate. De adestramento considerado fácil, e de personalidade classificada como dócil e por vezes teimosa, está tornando-se cada vez mais popular fora de seu país de origem, mais especificamente no Reino Unido. Entre as peculiaridades que envolvem esta raça, está a falta de parentesco com o pequeno munsterlander, apesar dos nomes confundirem.